# Real Betis Baloncesto
Pour les articles homonymes, voir Betis.
Maillots
Le Real Betis Baloncesto, anciennement Club Deportivo Baloncesto Séville, ou simplement Baloncesto Séville, est un club espagnol de basket-ball fondé en 1987 et basé à Séville, section basket du Real Betis Balompié. Il évolue en LEB Oro, deuxième division du championnat espagnol.

## Historique

Logo de 2014 à 2016

## Noms sponsorisés
- 1987-2007 : Caja San Fernando
- 2007-2011 : Cajasol
- 2011-2012 : Cajasol-Banca Cívica
- 2012-2014 : Banca Cívica
- 2014-2016 : Baloncesto Sevilla
- 2016-2019 : Real Betis Energía Plus
- 2019- : Coosur Real Betis

## Bilan sportif

### Palmarès
| Compétitions nationales                                                                             | Compétitions internationales          |
| - Championnat d'Espagne : - Finaliste (2) : 1996, 1999. - Coupe d'Espagne : - Finaliste (1) : 1999. | - EuroCoupe : - Finaliste (1) : 2011. |

## Salle

Palais San Pablo

- Palacio Municipal de Deportes San Pablo (8 626 places)

## Joueurs et personnalités du club

### Entraîneurs successifs
Le tableau suivant présente la liste des entraîneurs du club depuis 1990.
| Rang | Nom                        | Période        |
| ---- | -------------------------- | -------------- |
| 1    | José Alberto Pesquera (es) | 1990-1995      |
| 2    | Aleksandar Petrović        | 1995-1997      |
| 3    | Salva Maldonado (es)       | 1997-mars 1998 |
| 4    | José Alberto Pesquera      | Mars 1998-1998 |
| 5    | Javier Imbroda             | 1998-avr. 2001 |
| 6    | Javier Fijo (intérim)      | Avr. 2001-2001 |
| 7    | Marco Crespi               | 2001-2002      |
| 8    | Gustavo Aranzana (es)      | 2002-2004      |

| Rang | Nom                   | Période              |
| ---- | --------------------- | -------------------- |
| 9    | Velimir Perasović     | 2004-mars 2005       |
| 10   | Javier Fijo (intérim) | Mars 2005            |
| 11   | Óscar Quintana (es)   | Mars 2005-2005       |
| 12   | Javier Fijo           | 2005-nov. 2005       |
| 13   | Manel Comas           | Nov. 2005-févr. 2007 |
| 14   | Moncho López          | Févr. 2007-2007      |
| 15   | Rubén Magnano         | 2007-janv. 2008      |
| 16   | Manel Comas           | Janv. 2008-nov. 2008 |

| Rang | Nom                        | Période             |
| ---- | -------------------------- | ------------------- |
| 17   | Ángel González Jareño (es) | Nov. 2008           |
| 18   | Pedro Martínez             | Nov. 2008-2009      |
| 19   | Joan Plaza                 | 2009-2012           |
| 20   | Aíto García Reneses        | 2012-2014           |
| 21   | Scott Roth                 | 2014-2015           |
| 22   | Luis Casimiro (en)         | 2015-2016           |
| 23   | Žan Tabak                  | 2016-avr. 2017      |
| 24   | Alejandro Martínez         | Avr. 2017-oct. 2017 |

| Rang | Nom                          | Période             |
| ---- | ---------------------------- | ------------------- |
| 25   | Óscar Quintana (es)          | Nov. 2017-avr. 2018 |
| 26   | Javier Carrasco Soriano      | Avr. 2018-2018      |
| 27   | Curro Segura (en)            | 2018-nov. 2020      |
| 28   | Joan Plaza                   | Nov. 2020-2021      |
| 29   | Luis Casimiro (en)           | nov. 2021-2023      |
| 30   | Javier Carrasco Soriano (es) | 2023-actualité      |

### Joueurs célèbres ou marquants
- Luka Bogdanović
- Makan Dioumassi
- Aaron Miles
- Patrick Femerling
- Duško Savanović
- Paul Davis
- Hollis Price
- Stanley Jackson
- Tariq Kirksay
- Vasco Evtimov
- Paul Fortier
- Tomáš Satoranský
- Andrea Pecile
- Andrew Betts
- Michał Ignerski
- Filip Videnov
- Milenko Tepić
- Rolands Freimanis
- Kristaps Porziņģis
- Beka Burjanadze
- Nikoloz Tskitishvili

### Joueuses célèbres ou marquantes
- Laure Fourcade